# Pseudoborbo bevani
Pseudoborbo bevani är en fjärilsart som beskrevs av Moore 1878. Pseudoborbo bevani ingår i släktet Pseudoborbo och familjen tjockhuvuden. Inga underarter finns listade i Catalogue of Life.